# Produto interno líquido
O Produto Interno Líquido (PIL) é um agregado econômico que mede a riqueza produzida em um determinado território, após a dedução da depreciação e amortização dos ativos desse território. O produto interno líquido (PIL) é igual ao produto interno bruto (PIB) menos a depreciação dos bens de capital.
O Produto Interno Líquido (PIL) leva em consideração o capital consumido ao longo do ano na forma de deterioração de moradias, veículos ou máquinas. A depreciação contabilizada é frequentemente chamada de "subsídio de consumo de capital" e representa o montante de capital que seria necessário para substituir esses ativos depreciados. A parcela dos gastos com investimento usada para substituir equipamentos desgastados e obsoletos — depreciação — embora essencial para manter o nível de produção, não aumenta de forma alguma a capacidade da economia. Se o PIB crescesse simplesmente como resultado do fato de que mais dinheiro estava sendo gasto para manter o estoque de capital devido ao aumento da depreciação, isso não significaria que alguém tivesse melhorado sua situação. Por isso, alguns economistas consideram o PIL uma medida melhor do bem-estar social e econômico do que o PIB.
Se o país não for capaz de repor o estoque de capital perdido pela depreciação, o PIB cairá. Além disso, uma diferença crescente entre o PIB e o PIL indica uma obsolescência crescente dos bens de capital, enquanto uma diferença cada vez menor significa que a condição do estoque de capital no país está melhorando. Ele reduz o valor do capital, por isso é separado do PIB para obter o PIL.

## PIB e PIL
A diferença entre o produto interno bruto ({\displaystyle PIB}) e o produto interno líquido ({\displaystyle PIL}) traduz-se no valor das depreciações ({\displaystyle D}). Ao contrário do PIB, o PIL tem em conta o valor da depreciação do capital.
{\displaystyle \operatorname {\text{PIB}} -{\text{D}}={\text{PIL}}} ou {\displaystyle \operatorname {\text{PIB}} ={\text{PIL}}+{\text{D}}}